# Verrucocoeloidea burtoni
Verrucocoeloidea burtoni är en svampdjursart som beskrevs av Reid 1969. Verrucocoeloidea burtoni ingår i släktet Verrucocoeloidea och familjen Euretidae.
Artens utbredningsområde är havet utanför Malaysia. Inga underarter finns listade i Catalogue of Life.